# Till Death Do Us Part
Till Death Do Us Part (englisch für bis der Tod uns scheidet) ist das siebte Studioalbum der US-amerikanischen Rap-Gruppe Cypress Hill. Es erschien am 22. März 2004 über die Labels Ruffhouse und Columbia Records.

## Covergestaltung
Das Albumcover der europäischen und japanischen Version ist in braunen Farbtönen gehalten. Es zeigt drei in Umhänge gehüllte Gestalten, die sich um einen am Boden sitzenden sterbenden Mann kümmern. Im Hintergrund ist ein Kreuz zu sehen. Links oben befindet sich der Schriftzug Cypress Hill und am unteren Bildrand steht Till Death Do Us Part. Das Bild erinnert an eine Kirchenmalerei.
Die amerikanische Version besitzt ein schwarzes Albumcover, auf dem das Cypress Hill-Logo in grau zu sehen ist. Es besteht aus einem Totenkopf, welcher ein Cannabis-Blatt auf dem Kopf trägt und dem ein Speer quer durch die Nase verläuft. Über bzw. unter dem Totenschädel stehen die Schriftzüge Cypress und Hill. Ein weiterer Speer verläuft vertikal durch das Logo. Unter der Darstellung steht der Titel Till Death Do Us Part, ein grauer Rosenkranz ziert den Bildrand.

## Gastbeiträge
Auf vier Stücken des Albums sind neben Cypress Hill andere Künstler zu hören. Bei Latin Thugs wirkt der Rapper Tego Calderón mit, während Damian Marley auf Ganja Bus in Erscheinung tritt. Die Rapper Prodigy und Twin sind auf Last Laugh zu hören und Tim Armstrong wirkte an What's Your Number? mit.

## Titelliste
| #  | Titel                 | Gastbeiträge     | Produzent     | Länge |
| -- | --------------------- | ---------------- | ------------- | ----- |
| 1  | Another Body Drops    |                  | DJ Muggs      | 3:50  |
| 2  | Till Death Comes      |                  | DJ Muggs      | 3:31  |
| 3  | Latin Thugs           | Tego Calderón    | The Alchemist | 3:46  |
| 4  | Ganja Bus             | Damian Marley    | Tony Kelly    | 3:42  |
| 5  | Busted in the Hood    |                  | DJ Muggs      | 4:03  |
| 6  | Money                 |                  | DJ Muggs      | 3:33  |
| 7  | Never Know            |                  | DJ Muggs      | 3:15  |
| 8  | Last Laugh            | Prodigy und Twin | DJ Muggs      | 3:42  |
| 9  | Bong Hit (Skit)       |                  |               | 1:20  |
| 10 | What’s Your Number?   | Tim Armstrong    | DJ Muggs      | 3:50  |
| 11 | Once Again            |                  | DJ Muggs      | 3:49  |
| 12 | Number Seven (Skit)   |                  | DJ Muggs      | 0:51  |
| 13 | One Last Cigarette    |                  | DJ Muggs      | 2:47  |
| 14 | Street Wars           |                  | DJ Muggs      | 2:42  |
| 15 | Till Death Do Us Part |                  | Fredwreck     | 3:55  |
| 16 | Eulogy (Outro)        |                  | DJ Muggs      | 1:08  |

## Chartplatzierungen und Singles
Das Album stieg in der 15. Kalenderwoche des Jahres 2004 auf Platz 11 in die deutschen Charts ein. In den folgenden Wochen belegte es die Positionen 17; 26 und 23. Insgesamt hielt sich Till Death Do Us Part elf Wochen in den Top 100. In den USA stieg das Album auf Platz 21 ein und verließ die Charts nach neun Wochen.
Als Singles wurden What’s Your Number? und Latin Thugs veröffentlicht.

## Rezeption
Till Death Do Us Part wurde von Kritikern durchschnittlich bis positiv bewertet. Die Seite Metacritic errechnete aus zwölf Kritiken englischsprachiger Medien einen Schnitt von 62 %.
Von laut.de bekam das Album vier von möglichen fünf Punkten. Der Rezensent Eberhard Dobler bezeichnet es als „Sound-Update mit hitverdächtigem Reggae/Dub“, wobei er vor allem die Produktionen von DJ Muggs lobt. Die Single What’s Your Number? wird dabei als „Sommerhit“ angepriesen.